# Murtijapur
Murtijapur é uma cidade  no distrito de Akola, no estado indiano de Maharashtra.

## Demografia
Segundo o censo de 2001, Murtijapur tinha uma população de 38 551 habitantes. Os indivíduos do sexo masculino constituem 51% da população e os do sexo feminino 49%. Murtijapur tem uma taxa de literacia de 76%, superior à média nacional de 59.5%: a literacia no sexo masculino é de 80% e no sexo feminino é de 72%. Em Murtijapur, 13% da população está abaixo dos 6 anos de idade.